# Dominique Caillat

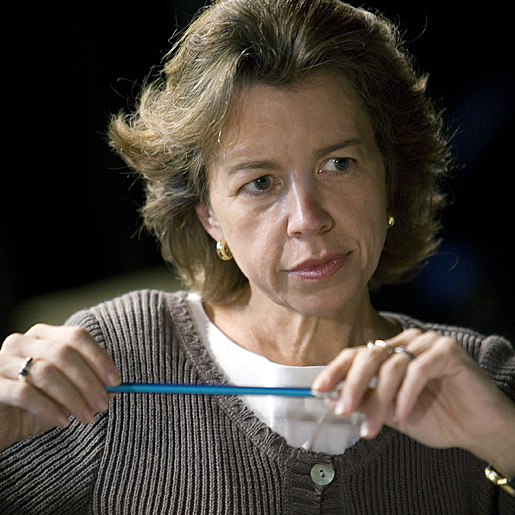
Dominique Caillat

Dominique Caillat (*  in Washington, D.C.) ist eine Schweizer Autorin, die in Berlin wohnt. Sie arbeitet in den drei Sprachen Deutsch, Französisch und Englisch.

## Leben und Arbeit
Nach dem Jurastudium und den Staatsexamen in Genf und New York arbeitet sie als internationale Rechtsanwältin, wendet sich aber ab 1988 dem Theater und der Literatur zu. 1993 gründet sie in Burg Namedy am Rhein die Kinder- und Jugendschauspielschule „Theater in der Vorburg“, und wird als Autorin und Regisseurin für das Ensemble tätig. Bis zum Projektabschluss 2000 entstehen sechs Produktionen, die auf Festivals im In- und Ausland eingeladen werden. Das Theaterstück Leb wohl, Schmetterling über das Ghetto Theresienstadt wird 1998 mit dem Kinder- und Jugendkulturpreis von Rheinland-Pfalz ausgezeichnet und aus Anlass des Gedenktages für die Opfer des Nationalsozialismus im deutschen Bundestag aufgeführt. Weitere Aufführungen folgen u. a. in Theresienstadt, Prag, Tel Aviv und Jerusalem.
Seit 2000 widmet sich Dominique Caillat der professionellen Bühne und der Literatur. Sie setzt sich mit brisanten Fragen auseinander und betreibt dabei ausführliche Recherchen. Zu den bisherigen Themen gehören u. a. das Dritte Reich mit den beiden Theaterstücken Leb wohl, Schmetterling und Wir gehören zusammen und Prolog, Szene und Epilog zur Kinderoper Brundibár. Ein weiterer Schwerpunkt ist der israelisch-palästinensische Konflikt, mit den Theaterstücken Kidnapping und État de piège oder dem Buch La Paix ou la mort. Anlässlich des Darwin-Jahres 2009 beschäftigt sie sich intensiv mit der Evolutionstheorie von Charles Darwin und den heutigen Herausforderungen der Bioethik. Auf diese Weise entsteht das Bühnenstück Darwins Beichte, ein Auftragswerk der Schweizer Akademie der Naturwissenschaften. 2009 gewinnt Dominique Caillats Librettokonzept für ein Oratorium über den Kinderkreuzzug von 1212 einen Werkbeitrag der Schweizer Kulturstiftung Pro Helvetia.

## Werke
Für das "Theater in der Vorburg"
- Caspar Hauser[18] Kindertheaterstück (1993)
- Les Misérables[19] Kindertheaterstück nach Victor Hugo (1994)
- Ein Schloss erzählt[20] Kindertheaterstück (1995)
- Brunos Traum[21] Kindertheaterstück (Festivalstern Jugendtheater Rheinland-Pfalz 1996)
- Leb wohl, Schmetterling (Kultursommer Rheinland-Pfalz und Burgfestspiele Mayen 1998; Nine Gates International Festival of Jewish Culture Prague 2000[22])
- Wir gehören zusammen[5] (Festivalstern Jugendtheater Rheinland-Pfalz und Burgfestspiele Mayen 1999)

Für die professionelle Bühne
- Prolog, Szene und Epilog zu Brundibár[6] – (Wiener Kammeroper und ORF 1999)
- Niemandsland[23], Theaterstück über Jugendgewalt (Koblenz, 2003)
- Kidnapping[7]: über den israelisch-palästinensische Konflikt (Uraufführung im Staatstheater Mainz, danach bundesweite Tournee 2005)
- État de piège[24]: gründlich verarbeitete Fassung von Kidnapping (Théâtre de Carouge, Genf 2007)
- Darwins Beichte (Tournee durch die Deutschschweiz 2009[25][26])
- La Confession de Darwin: (Tournee durch die Romandie 2009[25])

Szenische Arbeit in Denkmälern

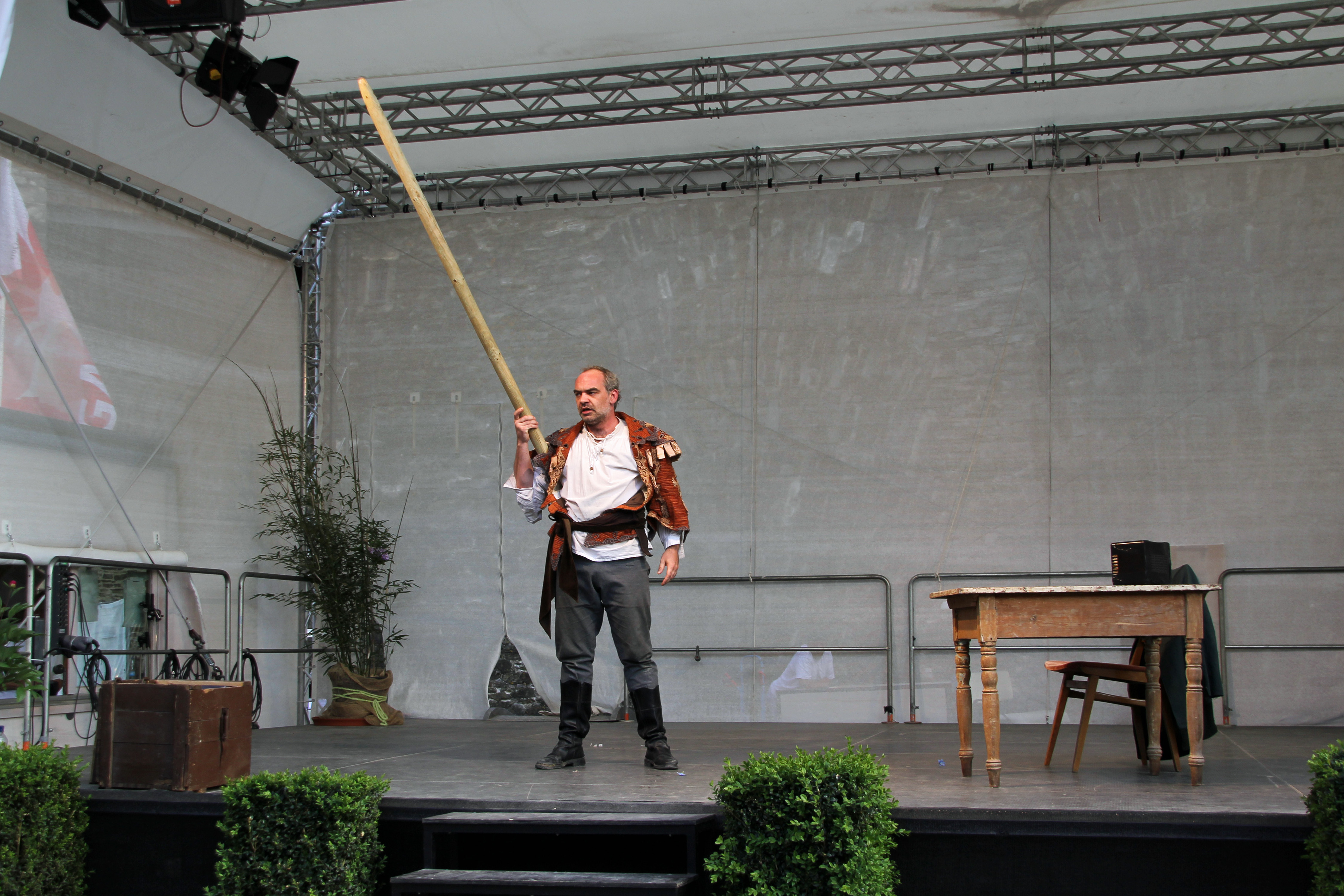
„Der ewige Soldat“ auf der Festung Ehrenbreitstein

Jährlich wieder aufgenommene Stücke:
- Gladiator Valerius[27] (Amphitheater Trier 2000)
- Der ewige Soldat[28], (Festung Ehrenbreitstein 2001)
- Die Muse von Stolzenfels[29] (Schloss Stolzenfels 2003)
- Der kunstsinnige König (Schloss-Villa Ludwigshöhe 2006[30])

Bücher
- La Paix ou la mort – Dans les coulisses du drame israélo-palestinien[10] (Labor & Fides, Genf 2007)

Filme
- Leb wohl, Schmetterling, Dokumentarfilm[1] von Olga Struškova (Jerusalem Film Festival, Tschechisches Fernsehen 1998)

## Auszeichnungen
- 1998: Kinder- und Jugendkulturpreis von Rheinland-Pfalz für Leb wohl, Schmetterling
- 1999: „Forum Artis plaudit“ Preis des Kreises Mayen-Koblenz für das Theaterstück Wir gehören zusammen
- 2009: Werkbeitrag der Stiftung Pro Helvetia für The Children’s Passion, Oratorium-Libretto